# Кевса
Кевса — река в России, протекает в Шатковском и Вадском районах Нижегородской области. Устье реки находится в 243 км по левому берегу реки Пьяна. Длина реки составляет 29 км.
Исток реки западнее деревни Мисюриха в 28 км к югу от села Вад. Генеральное направление русла — северо-восток, вскоре после истока перетекает из Шатковского в Арзамасский, а затем в Вадский район. На реке расположены сёла Медынцево (Арзамасский район); Дубенское, Меленино, Шадрино и Порецкое (Вадский район). Впадает в Пьяну напротив посёлка Анненковский Карьер. Кевса — сезонная река и в межень полностью пересыхает.

## Данные водного реестра
По данным государственного водного реестра России относится к Верхневолжскому бассейновому округу, водохозяйственный участок реки — Сура от устья реки Алатырь и до устья, речной подбассейн реки — Сура. Речной бассейн реки — (Верхняя) Волга до Куйбышевского водохранилища (без бассейна Оки).
По данным геоинформационной системы водохозяйственного районирования территории РФ, подготовленной Федеральным агентством водных ресурсов:
- Код водного объекта в государственном водном реестре — 08010500412110000039722
- Код по гидрологической изученности (ГИ) — 110003972
- Код бассейна — 08.01.05.004
- Номер тома по ГИ — 10
- Выпуск по ГИ — 0